# Scars of the Crucifix
Scars of the Crucifix — седьмой студийный альбом американской дэт-метал-группы Deicide, выпущенный в феврале 2004 года на их новом лейбле Earache Records.

## Об альбоме
На заглавную песню альбома, трек «Scars of the Crucifix», был впервые снят клип. Съемка проходила в Ноттингеме.
Альбом был также последним в «классическом» составе, с братьями Хоффман в качестве гитаристов.

## Список композиций
1. «Scars of the Crucifix» — 3:08
2. «Mad at God» — 3:05
3. «Conquered by Sodom» — 2:58
4. «Fuck Your God» — 3:32
5. «When Heaven Burns» — 4:08
6. «Enchanted Nightmare» — 2:12
7. «From Darkness Come» — 2:58
8. «Go Now Your Lord is Dead» — 1:55
9. «The Pentecostal» — 5:36

## Песни
- Спустя 20 секунд после окончания последней песни 'The Pentecostal' (длительность 3:06), начинается скрытый трек на пианино.
- Песня «Fuck Your God» получила известность тем, что применялась в качестве пыток военными США в Ираке в отношении подозреваемых в терроризме.[1]

## Участники записи
- Глен Бентон — бас-гитара, вокал
- Брайн Хоффман — гитара
- Эрик Хоффман — гитара
- Стив Ашейм — барабаны